# پادشاه ته گونهوانگ
ده گون هوانگ (حکومت ۸۵۷ تا ۸۷۱) دوازدهمین پادشاه بالهایی بود.او برادر جوانتر دائه ایجین بود که بعد از او به سلطنت رسید.بعد از وی دائه هیونسوک به پادشاهی رسید.

## دوران سلطنت
به خاطر اینکه تقریباً هیچ یک از اسناد بالهایی درباره او باقی نمانده است تنها از دوران سلطنت او این دانسته می شود که او چندین فرستاده به تانگ اعزام کرده است.